# Kuno Klötzer
Kuno Klötzer (10. dubna 1922 Geyer – 6. srpna 2011 Norderstedt) byl (západo)německý fotbalový obránce a trenér.

## Fotbalová kariéra
Hrál za Helmstedter SV a Werder Brémy jako obránce.

## Trenérská kariéra
Jako trenér vedl Arminii Hannover, Fortunu Düsseldorf, Hannover 96, Preußen Münster, Schwarz-Weiß Essen, Wuppertaler SV, Rot-Weiss Essen, 1. FC Norimberk, Kickers Offenbach, Hamburger SV, Herthu BSC, Werder Brémy a MSV Duisburg. S Hamburger SV vyhrál v roce 1977 Pohár vítězů pohárů a v roce 1976 německý pohár.